# Gradska plinara Zagreb
Gradska plinara Zagreb d.o.o. jedna je od 14 tvrtki u sklopu Zagrebačkog holdinga. Osnovana je 1862. i obavlja reguliranu energetsku djelatnost distribucije plina. Vodeća je tvrtka za distribuciju plina u Hrvatskoj. Distribucijska mreža proteže se na 3810 km i obuhvaća 287 300 potrošača. 

## Distribucijska područja
- Grad Zagreb
- Grad Zaprešić
- Grad Velika Gorica
- Općina Brdovec
- Općina Pušća
- Općina Marija Gorica
- Općina Dubravica

## Vanjske poveznice
- Gradska plinara Zagreb d. o. o. Hrvatska tehnička enciklopedija, portal hrvatske tehničke baštine. LZMK